# جان میلر (قایقران روئینگ)
جان میلر (انگلیسی: John Miller; ۵ ژوئن ۱۹۰۳ – ۱ اوت ۱۹۶۵) قایقران روئینگ اهل ایالات متحده آمریکا بود.